# Álvaro Montes
Álvaro Montes Montoro (n. Jaén; 16 de octubre de 1982) es un rejoneador español. Montes es un rejoneador muy vistoso, con muchos guiños a la galería, como colocar los palos cortos al violín o hacer que sus caballos se luzcan con saltos y carreras hacia atrás. En faenas importantes tiene por costumbre recibir a su primer toro con la garrocha.

## Trayectoria
Se presentó en público en Mengíbar (Jaén), el 24 de julio de 1997.
Tomó la alternativa en la plaza de toros de Jaén el 11 de octubre de 1998, durante la Feria de San Lucas, apadrinado por João Moura y con la compañía como testigos de Pablo Hermoso de Mendoza y Paco Ojeda. 
El 24 de mayo de 2003 se presentó en la plaza de Las Ventas (Madrid), acompañado por Moura y Hermoso de Mendoza, con una más que aceptable faena que acabó con una oreja y una vuelta al ruedo.
En Linares (Jaén) cortó 3 orejas el 31 de agosto de 2006, dio la vuelta al ruedo y salió por la puerta grande.
El 13 de octubre de 2008, celebra su décimo aniversario de alternativa, en la misma plaza, durante la Feria de San Lucas. Estuvo acompañado por Andy Cartagena y Diego Ventura. Cortó tres orejas y los tres salieron a hombros.